# چه چیزی بیشتر می‌تونم بدم
«چه چیزی بیشتر می‌تونم بدم» یا «همش برای تو» (انگلیسی: What More Can I Give و اسپانیایی: Todo Para Ti) آهنگی‌ست که توسط خواننده آمریکایی مایکل جکسون نوشته شده و در سال ۲۰۰۱ توسط جکسون و گروهی از خوانندگان پس از حملات ۱۱ سپتامبر ضبط شده است. الهام‌بخش شدن این آهنگ از ملاقات جکسون با نلسون ماندلا رئیس‌جمهور آفریقای جنوبی در اواخر دهه ۱۹۹۰ بود. نسخه اولیۀ الهام گرفته از ماندلا قرار بود توسط جکسون در کنسرت اجرا شود و جکسون گفت که این آهنگ به‌عنوان یک تک‌آهنگ خیریه برای پناهندگان جنگ کوزوو که در سال ۱۹۹۹ به پایان رسید منتشر خواهد شد، اما این برنامه‌ها اجرا نشدند.